# AEGON Pro Series Sutton 2011
L'AEGON Pro Series Sutton 2011 è stato un torneo di tennis facente parte della categoria ITF Women's Circuit nell'ambito dell'ITF Women's Circuit 2011. Il torneo si è giocato a Sutton in Gran Bretagna dal 31 gennaio al 6 febbraio 2011 e aveva un montepremi di $25,000.

## Vincitori

### Singolare
Kristina Mladenovic ha battuto in finale  Mona Barthel con il punteggio di 6–3, 1–6, 6–2

### Doppio
Emma Laine / Melanie South hanno battuto in finale  Marta Domachowska /  Darija Jurak con il punteggio di 6–3, 5–7, [10–8]